# إبراهيم كلا
إبراهيم ناصر كلا (مواليد 26 يناير 1997) هو لاعب كرة قدم قطري يلعب حالياً مع نادي الخور معار من النادي العربي في دوري نجوم قطر كظهير أيمن ولاعب جناح.

## مسيرة اللاعب
بدأ في النادي العربي و أعير إلى نادي الخور في صيف 2024.